# Daniel Vargas
Daniel Vargas (1 de setembro de 1986) é um voleibolista profissional mexicano.

## Carreira
Daniel Vargas é membro da seleção mexicana de voleibol masculino. Em 2016, representou seu país após 48 anos de ausência do país no voleibol nos Jogos Olímpicos de Verão no Rio de Janeiro, que ficou em 12º lugar.